# The New York Times Company
The New York Times Company es una empresa estadounidense de medios de comunicación, conocida por publicar su periódico homónimo. Arthur Ochs Sulzberger, Jr., se ha desempeñado como Presidente de la Junta Directiva desde 1997. En 2018, Arthur Gregg Sulzberger, hijo de Arthur Ochs Sulzberger Jr., asumió el cargo de Publisher de The New York Times, y en 2020 se convirtió en presidente de la junta directiva de la empresa
Tiene su sede en Manhattan, Nueva York.

## Resumen

### Historia
La compañía fue fundada por Henry Jarvis Raymond y George Jones en la ciudad de Nueva York. La primera edición del periódico The New York Times, publicada el 18 de septiembre de 1851, declaró: «Este día publicamos la primera edición del New-York Daily Times, y tenemos la intención de difundirlo las mañanas (exceptuando los domingos) por un número indefinido de años».

### Participaciones de la compañía
Junto a su periódico homónimo, la compañía también es propietaria de International New York Times y de propiedades digitales relacionadas, como NYTimes.com.

### Perfil valorativo de la empresa
Desde 1967, la compañía cotiza en la Bolsa de Valores de Nueva York bajo el símbolo NYT. De las dos categorías de acciones, Clase A y Clase B, la primera esa cotizada en bolsa y la segundo en una empresa privada —en gran parte (casi el 90 %) por los descendientes de Adolph Ochs, quien compró el The New York Times en 1896—.

### Junta Directiva
En la reunión de la Junta de abril de 2005, los accionistas de la Clase B eligieron nueve de los catorce directores de la compañía.

## Cronología

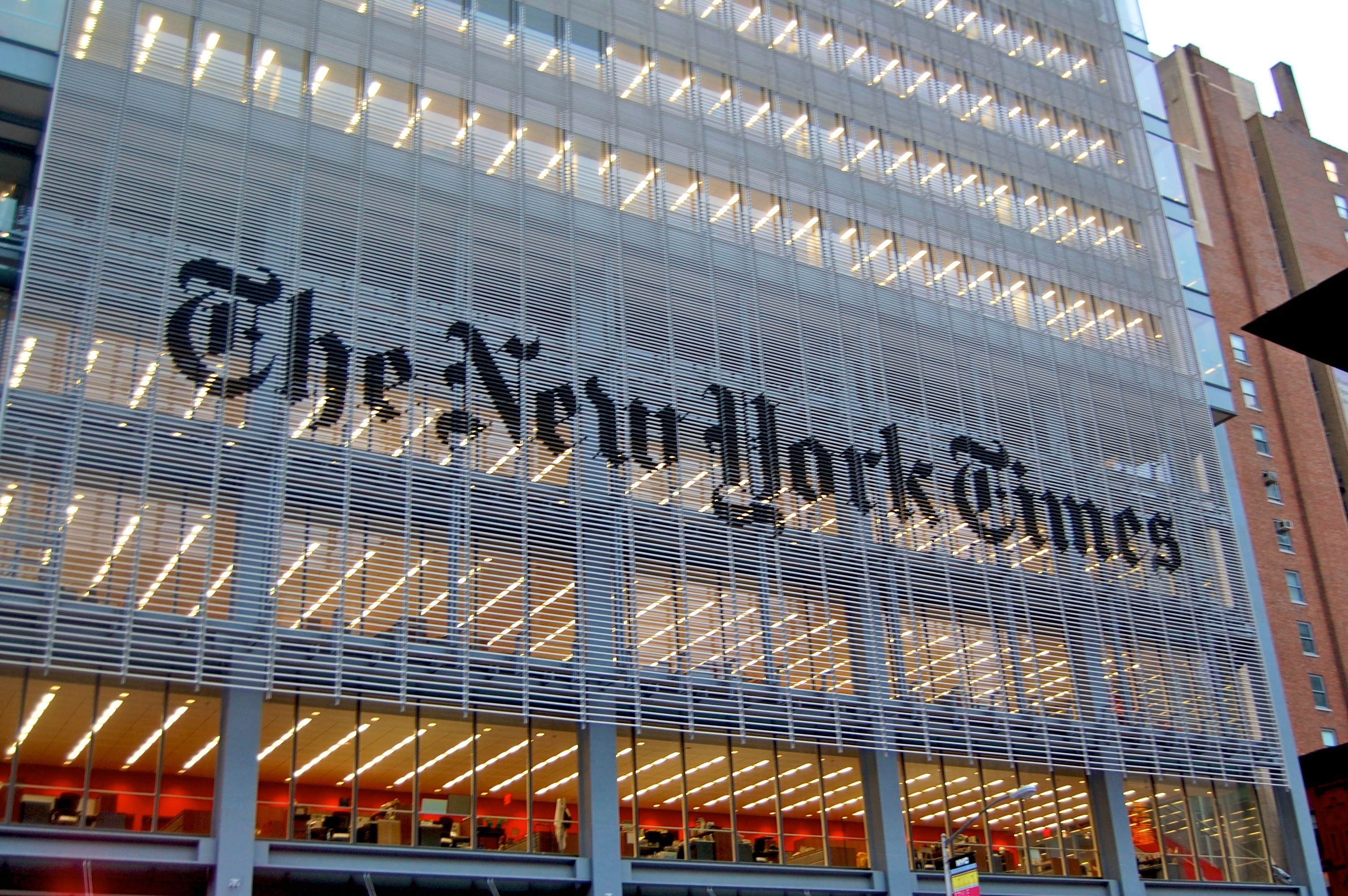
Edificio New York Times.

1 de enero de 2003— La compañía completó la adquisición del 50 por ciento de participación de The Washington Post en el International Herald Tribune (IHT), por 65 millones de dólares. The New York Times Company, que había sido dueño de un 50 % del IHT, se convirtió en el único propietario.
18 de marzo de 2005—  La compañía adquirió About.com, un proveedor en línea de información, por 410 millones de dólares. En 2005, la compañía reportó ingresos de 3.4 mil millones de dólares a sus inversionistas.
25 de agosto de 2006— La compañía adquirió Base StudioSystems, una base de datos y servicio de investigación en línea sobre las industrias del cine y la televisión, por 35 millones de dólares. En 2011, el Times vendió dicho servicio a sus dueños originales, Laurie S. Silvers y Mitchell Rubenstein, accionistas mayoritarios de Hollywood Project LLC.
12 de septiembre de 2006— La compañía anunció su decisión de vender Broadcast Media Group, que consistía en «nueve estaciones de red televisiva afiliada, sus sitios web relacionados y el centro de operaciones digitales».
4 de enero de 2007— The New York Times informó que la compañía había llegado a un acuerdo para vender las nueve estaciones de televisión locales a la firma de capital privado Oak Hill Capital Partners.
17 de mayo de 2007— La compañía anunció que había finalizado la venta de Broadcast Media Group, el 7 de mayo de 2007, por «aproximadamente 575 000 000 de dólares».
19 de noviembre de 2007— La compañía organizó una gala de apertura después mudar su sede a la ubicación anterior en el 229 West de la calle 43 al edificio New York Times en el 620 de la Octava Avenida, en el lado oeste de Times Square, entre las 40a y 41a calles atravesando la Terminal de Autobuses de la Autoridad Portuaria de Nueva York.
14 de julio de 2009— La compañía anunció que WQXR iba a ser vendida a WNYC, que trasladó la estación a 105.9 FM y comenzó a operar como estación no comercial, el 8 de octubre de 2009. Esta transacción de 45 millones de dólares, que involucró a la WCAA de Univision Radio para trasladar la frecuencia de 96.3 FM a 105.9 FM, terminó a propiedad del Times de la estación durante 65 años.
27 de diciembre de 2011— The Boston Globe informó que la compañía vendería su Regional Media Group a Halifax Media Holdings LLC, propietaria de The Daytona Beach News-Journal, por 143 millones de dólares. The Boston Globe y The Telegram & Gazette en Worcester no fueron parte de la venta.
2011— Para hacer frente al descenso de ingresos de la publicidad impresa en su principal publicación, The New York Times, la compañía introdujo un muro de pago (paywall) en su sitio web. Desde 2012 ha sido un éxito modesto, y ha cosechado varios cientos de miles de suscripciones y alrededor de 100 millones de dólares en ingresos anuales.
2013— The New York Times Company vendió The Boston Globe y otras propiedades de los medios en Nueva Inglaterra a John W. Henry, el principal propietario de los Medias Rojas de Boston. Según la empresa, la operación fue hecha con el fin de centrarse más en sus marcas principales.
Octubre de 2016 - The Wirecutter fue adquirido por The New York Times Company por 30 millones de dólares. 
Marzo de 2020 - The New York Times Company adquirió la aplicación de audio por suscripción, Audm. 
Julio de 2020 - The New York Times Company adquirió la productora de podcasts Serial Productions. El mismo mes, la empresa nombró a la directora de operaciones Meredith Kopit Levien para el cargo de directora ejecutiva. 

## Galardones

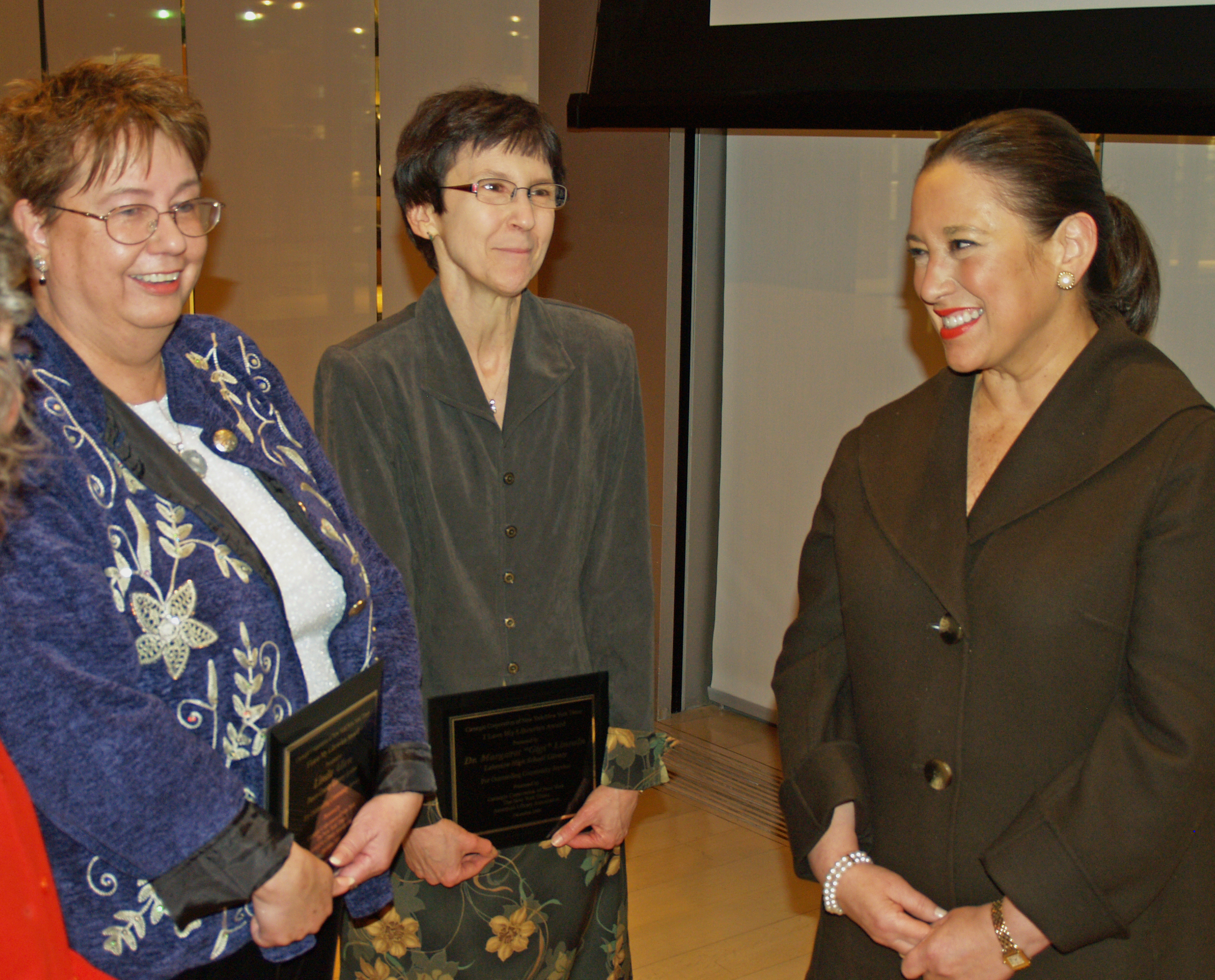
Linda Allen y Margaret "Gigi" Lincoln (Premio I Love My Librarian de 2008) hablando con Janet Robinson en el edificio New York Times.

La compañía patrocina una serie de premios nacionales y locales pensados para resaltar los logros de individuos y organizaciones en diferentes ámbitos.
En 2007, inauguró su primer premio a la excelencia sin fines de lucro, otorgado a cuatro organizaciones «por su distinción en sus prácticas de gestión». Solo organizaciones sin ánimo de lucro en la ciudad de Nueva York, Long Island, Westchester son elegidas.
En conjunto con la Corporación Carnegie de Nueva York y la Asociación Estadounidense de Bibliotecas, The New York Times Company patrocina un premio para honrar a los bibliotecarios «por el servicio a sus comunidades». El I Love My Librarian! premio fue otorgado a diez personas en diciembre de 2008, y presentado por la presidenta de la empresa y CEO Janet L. Robinson, el presidente de la Corporación Carnegie Vartan Gregorian, y Jim Rettig, presidente de la Asociación Estadounidense de Bibliotecas.